# Pit People
Pit People é um jogo eletrônico de estratégia do estilo RPG de ação lançado pela desenvolvedora independente The Behemoth. Uma versão de acesso antecipado para Microsoft Windows e Xbox One foi liberada em janeiro de 2017, e o lançamento completo do jogo ocorreu em março de 2018.

## Desenvolvimento
The Behemoth, fundada no ano de 2003 em San Diego, Califórnia, é conhecida por produzir jogos com humor excêntrico com um estilo de arte cartunesco. O sucesso de seus jogos anteriores - Alien Hominid, Castle Crashers e BattleBlock Theater - fez com que a empresa adotasse a reputação como desenvolvedora independente de jogos. Ao BattleBlock Theater se aproximar do seu lançamento em abril de 2013, a empresa começou a trabalhar em Pit People sob o codinome "Game 4" (o quarto jogo do estúdio). O novo jogo foi projetado para continuar a história de seu jogo antecessor, especialmente por ambos usarem o termo "urso espacial", porém o enredo não foca nos mesmos personagens e nem na mesma proposta de jogabilidade. Seu conceito original centralizado em batalhas em uma arena, semelhante ao Coliseu, foi intitulado "Pit People". A The Behemoth decidiu criar um jogo baseado em confrontos e guerras com uma equipe, e o conceito de estratégia surgiu ao longo do tempo - o combate baseado em grade foi feito vários meses depois após o desenvolvimento. Esse era um novo gênero para a empresa, que havia se estabelecido com jogos de ação. Em 2014, o jogo havia se tornado uma "aventura cooperativa em ritmo acelerado, baseada em turnos, com elementos de gerenciamento e role-playing game" em desenvolvimento para Steam e Xbox One. Embora o gênero fosse novo para o desenvolvedor, o jogo manteve seu estilo de assinatura. A equipe divulgou sua revelação em agosto de 2014, quando apresentou-se como uma demonstração jogável na exposição PAX Prime. Eles lançaram seu primeiro trailer, um ano depois, e executou um teste beta privado, em setembro de 2016. As versões de Steam Early Acess e Xbox One Game Preview foram lançadas em 13 de janeiro de 2017. Em um post no blogue oficial, a The Behemoth anunciou que pretendia lançar o jogo nos primeiros meses de 2018. Em 21 de fevereiro, foi anunciado que o jogo seria lançado em 2 de março.

## Recepção
Em uma prévia no início de 2015, a Polygon escreveu que o esquema de controle do jogo parecia equilibrar a acessibilidade para iniciantes e opções de táticas para jogadores mais experientes. Eles acrescentaram que era o título mais engraçado da exposição PAX East. O PC Gamer observou o entusiasmo do jogo e o prazer de jogá-lo. A GameSpot descreveu sua jogabilidade e estilo como "caótica" e "descaradamente descarado", à luz de um objetivo baseado na destruição de "fecal matter". De acordo com o agregador de críticas Metacritic, o jogo recebeu avaliações muito positivas após o lançamento.